# Palazzolo Vercellese
Palazzolo Vercellese (piemontiul: Palasseu) település Olaszországban, Vercelli megyében. Lakosainak száma 1099 fő (2023. január 1.). Palazzolo Vercellese Fontanetto Po, Trino, Camino és Gabiano községekkel határos.

## Népesség
A település népességének változása:
| Lakosok száma | 1229 | 1201 | 1099 |
|               | 2017 | 2018 | 2023 |